# إيفان مينجيفار
إيفان مينجيفار (بالإنجليزية: Ivan Menjivar؛ مواليد 30 مايو 1982) هو مقاتل فنون القتال المختلطة سلفادوري كندي.

## وصلات خارجية
- إيفان مينجيفار على موقع بوكس ريك (الإنجليزية) (registration required)
- إيفان مينجيفار على موقع شيردوغ (الإنجليزية)